# Krohnsminde Futsal
Il Krohnsminde Futsal è una squadra norvegese di calcio a 5 con sede a Bergen. Milita nella NFF Futsal Eliteserie, massima divisione del campionato locale.

## Organico

### Rosa
Aggiornata al campionato 2015-2016.
| N° | Naz.                | Ruolo | Sportivo             | Anno | Alt.   | Peso  |
| -- | ------------------- | ----- | -------------------- | ---- | ------ | ----- |
|    | Norvegia (bandiera) | POR   | Edvard Larsen        |      |        |       |
|    | Norvegia (bandiera) | POR   | Martin Paulsen       |      |        |       |
|    | Norvegia (bandiera) | POR   | Martín Sanchez Olsen | 1991 | 174 cm | 70 kg |
|    | Norvegia (bandiera) | DIF   | Joachim Hatland      |      |        |       |
|    | Norvegia (bandiera) | DIF   | Christian Heimark    | 1994 |        |       |
|    | Norvegia (bandiera) | DIF   | Simen Hopsdal        |      |        |       |
|    | Norvegia (bandiera) | DIF   | John Jonasdal        | 1991 |        |       |
|    | Norvegia (bandiera) | DIF   | Sondre Riise         | 1992 |        |       |
|    | Norvegia (bandiera) | DIF   | Patricio Rojas       | 1993 |        |       |
|    | Norvegia (bandiera) | DIF   | Ronny Rojas          |      |        |       |
|    | Norvegia (bandiera) | PIV   | Victor Carvalho      |      |        |       |
|    | Norvegia (bandiera) | PIV   | Senai Hagos          | 1994 | 174 cm | 65 kg |
|    | Norvegia (bandiera) | PIV   | Vehid Kocani         | 1989 |        |       |
|    | Norvegia (bandiera) | PIV   | Kristoffer Larsen    | 1992 | 187 cm | 74 kg |
|    | Norvegia (bandiera) | PIV   | Håkon Moldeklev      | 1994 |        |       |
|    | Norvegia (bandiera) | PIV   | Simen Næss           | 1989 |        |       |
|    | Norvegia (bandiera) | PIV   | Tim André Nilsen     | 1992 | 183 cm | 80 kg |
|    | Norvegia (bandiera) | PIV   | Kim Ravnanger        |      |        |       |
|    | Norvegia (bandiera) | PIV   | Joachim Soltvedt     | 1995 |        |       |